# Тода-рю
Тода-рю (яп. 富田流 ) — древняя школа кэндзюцу, классическое боевое искусство Японии, основанное приблизительно в 1500-х годах мастером по имени Тода Сэйгэн (яп. 富田勢源).

## История
В число студентов мастера Тюдзо Нагахидэ (яп. 中条長秀), основателя школы Тюдзо-рю, входил Кай Будзэн-но ками, позже взявший имя Охаси Кагэюдзаэмон Такаёси. Среди учеников последнего выделялся Тода (или Томита) Куроэмон Нагаиэ (яп. 富田九郎右衛門 （九郎左衛門長家）), самурай, служивший семье Асакура из Этидзэн. Приблизительно в 1490 году он получил мэнкё кайдэн школы Тюдзо-рю. Свои навыки он передал двум сыновьям: Городзаэмону (яп. 富田五郎左衛門勢源, 1519—1590) и Дзибудзаэмону Кагэймаса. Несмотря на то, что техники школы почти не изменились, тем не менее название Тюдзо-рю было изменено на Тода-рю.
Под именем Тода-рю школа стала известна приблизительно в 1500-х годах (период Муромати) благодаря Городзаэмону, который впоследствии из-за болезни сменил имя на Тода Сэйгэн. Первоначально Тода-рю являлась сого будзюцу, то есть комплексной системой боевых искусств, и, следовательно, её учебная программа включала использование разнообразного классического оружия и различных методов ведения войны. Однако впоследствии, ряд школ отделились от родительской традиции, переняв от неё лишь некоторые элементы.
Из-за болезни глаз Городзаэмон не мог продолжать дело отца и оставил свой пост хранителя традиций семейного искусства. Он передал право руководства над своей школой младшему брату, Дзибудзаэмону Кагэмаса. Во второй половине XVI века знания Тода-рю стали преподаваться в регионе Канто, а вторым главой школы по линии Тода-ха Буко-рю стал Ходзё Удзикуни, глава замка Хатигата.
В дальнейшем школа развивалась в основном в качестве стиля Тода-ха Буко-рю.
Школа Тода-рю известна тем, что использовала кодати. Кроме того, предполагается, что оружие тигирики (яп. 日本語) ведёт свои корни именно от школы Тода-рю.

## Последователи
Традиции школы Тода-рю изучали такие мастера, как:
- Ватанабэ Мокуэмон (основатель Кираку-рю)[7];
- Кавасаки Токимори (основатель Тогун-рю);
- Тода Иппо (основатель Иппо-рю);
- Канэмаки Дзисай (основатель Канэмаки-рю).